# Catopsis wangerinii
Catopsis wangerinii är en gräsväxtart som beskrevs av Carl Christian Mez och Karl Carl Wercklé. Catopsis wangerinii ingår i släktet Catopsis och familjen Bromeliaceae. Inga underarter finns listade i Catalogue of Life.